# Rock à Clermont-Ferrand
 (septembre 2021).
Si vous disposez d'ouvrages ou d'articles de référence ou si vous connaissez des sites web de qualité traitant du thème abordé ici, merci de compléter l'article en donnant les références utiles à sa vérifiabilité et en les liant à la section « Notes et références ».
La scène rock et folk à Clermont-Ferrand est très diversifiée. Clermont étant une ville étudiante, de nombreux groupes s'y forment. 
Des groupes clermontois deviennent connus dans toute la France et à l'étranger, comme les Real Cool Killers, les Hell's Strippers, les Goûters de Cochise, Bad Whispers, Nü, RedCoal, Mustang, Cocoon, Artcane. Ce genre musical est en lien étroit avec cette ville qui est une des plus importantes pour le rock en France comme en témoigne le nombre de groupes, un des plus nombreux de France,.

## Historique

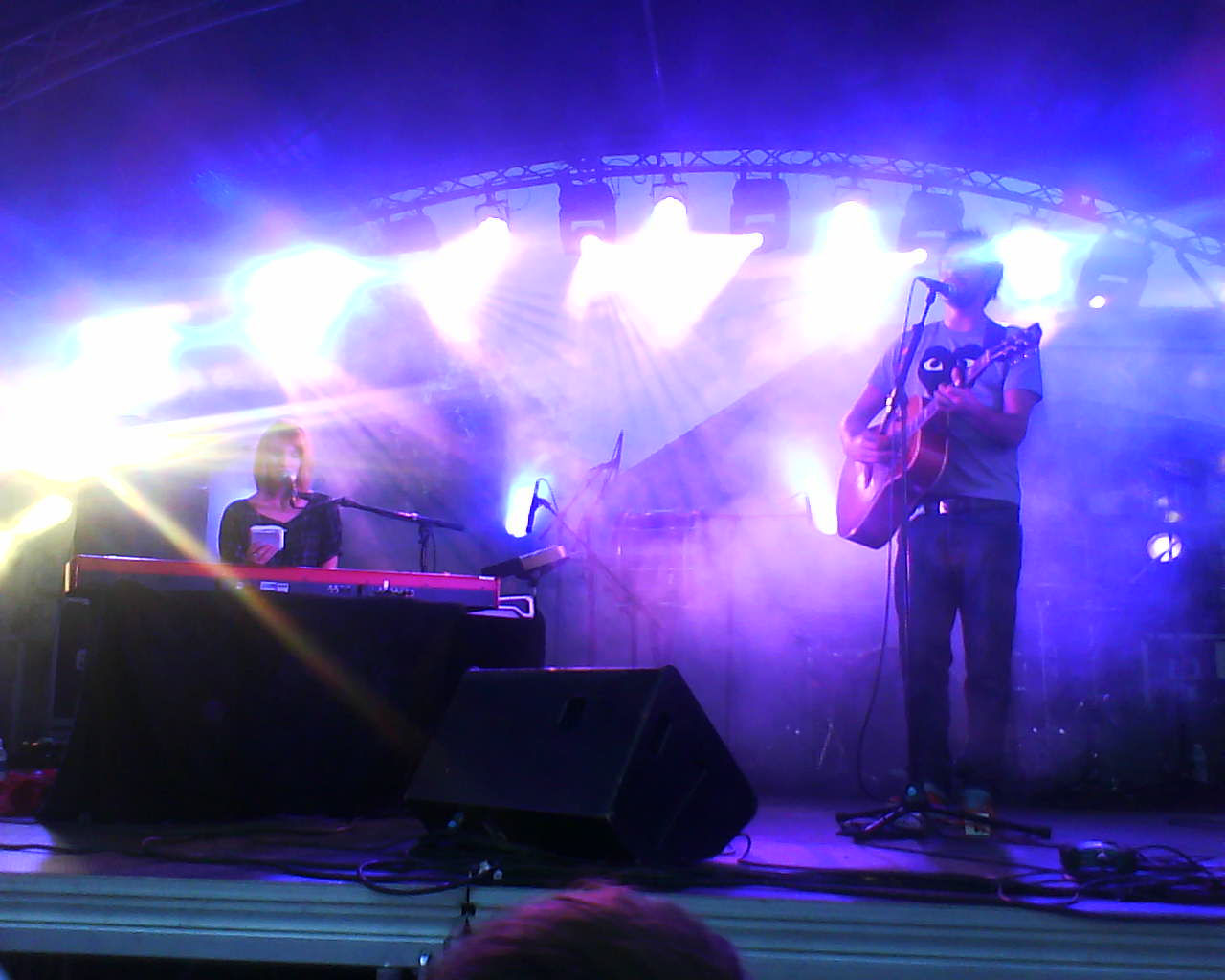
Le groupe Cocoon au festival Boumchaka à Kuntzig en 2009.

Le rock à Clermont-Ferrand apparaît dans les années 1960 avec les Fraises des Bois et leur unique EP 4 titres devenu "collector". 
Peu de groupes verront le jour dans les années 1970, à l'exception du groupe de rock progressif Artcane, signé par Philips/Phonogram en 1977. Il faudra attendre le milieu des années 1980, et le magasin Spliff, disquaire et label clermontois, reconnu au niveau national, qui servira de tremplin à la scène clermontoise. Plusieurs groupes clermontois seront signés sur ce label et le sous label "Up Against The Wall" : Fa Fa Fa, Folamour, Shit For Brains, Sleazy Arse et bien sûr les Real Cool Killers, groupe d'un des responsables du label clermontois.
Entre-temps, depuis le début des années 1980, un certain Jean-Louis Bergheaud alias Murat, sévira dès 1981 avec le maxi "Suicidez-vous le peuple est mort", disque retiré de la vente, et faisant polémique, cela n'arrêtera pas Jean Louis Murat, qui produira régulièrement des albums jusque dans les années 2000.

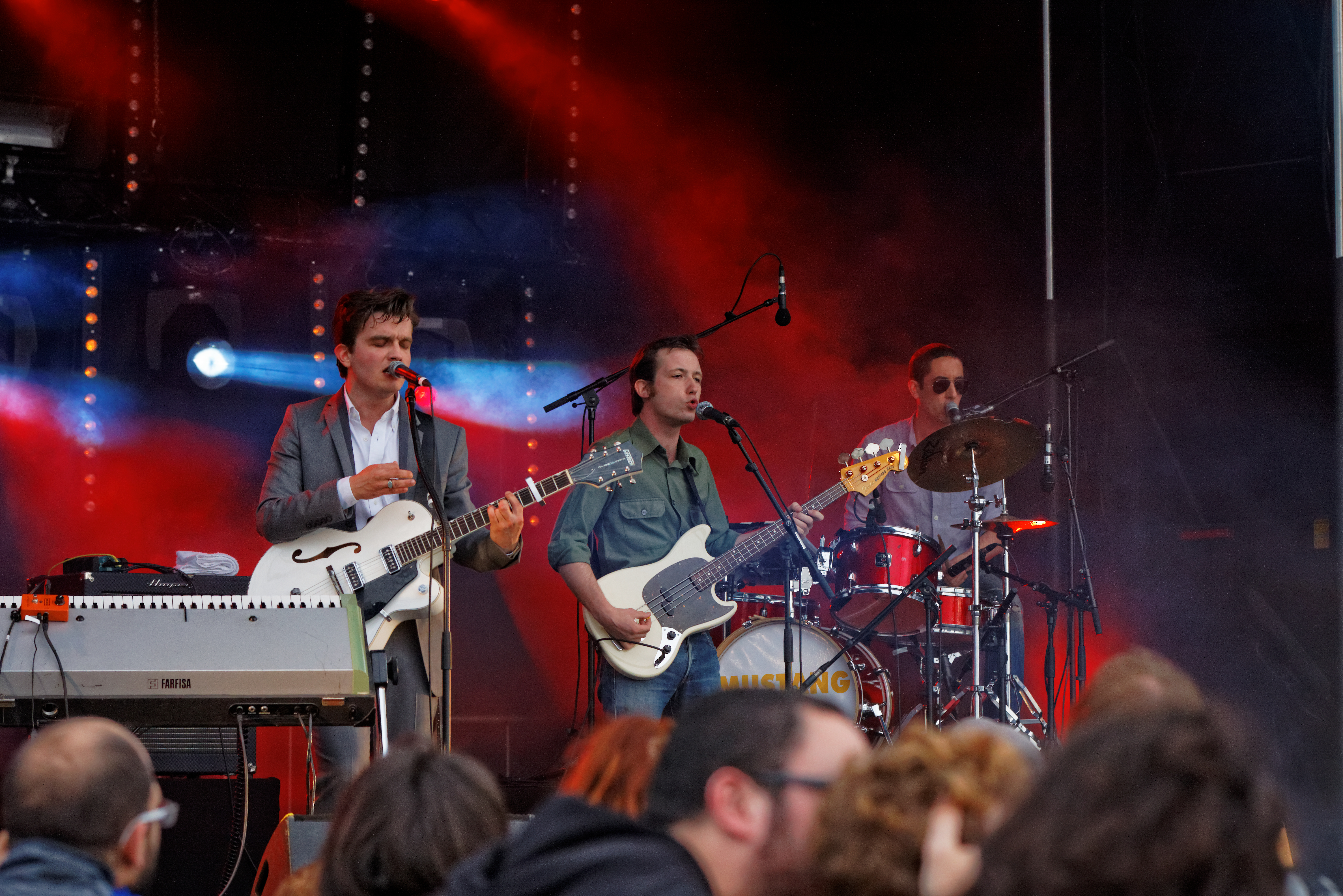
Le groupe Mustang à la fête de l'Humanité en 2012.

Beaucoup de petites salles ou bar-concert ouvrent dans les années 1990, une dizaine environ (le Bikini, L'Escapade ou le Rat Pack), qui pour la plupart n'existe plus aujourd'hui... Au début des années 2000, l'autre pilier de scène clermontoise voit le jour : La "Coopérative de Mai" ou la "coopé" comme le disent les clermontois... Elle verra défiler, sous la direction de Didier Veillault, ex-programmateur du Plan à Ris-Orangis, Elliott Smith, Alain Bashung, les White Stripes, Patti Smith, Franz Ferdinand, The Raclette Orchestra, Morrissey, The Wedding Present, Brian Setzer, The Brian Jonestown Massacre, Radio Birdman, etc. Autre lieu mythique, l'excellent Raymond Bar, lieu de rencontre alternatif et autogéré ayant pour but la promotion de la musique indépendante et de la culture DIY., avec un multitude de concerts pour styles plus radicaux .
À la fin des années 2000, beaucoup de groupes clermontois émergent : Cocoon, Mustang, Kaolin, etc. 
Et aussi, vint le tour du 2e label le plus important après Spliff : Le label Kütu Folk Records, qui produit Pastry Case, Leopold Skin, St. Augustine et The Delano Orchestra. Ces derniers se sont rapidement imposés comme des figures de la scène folk indé. 
Kaolin (groupe de Montluçon) dans un style plus pop, Quidam, The Elderberries, bref le vivier clermontois est riche, très riche... 
De plus, 2 radios indépendantes sont présentes sur Clermont, Radio Campus et Radio Arverne, sans oublier les festivals (Europavox, Megafouchtramix, Volcanique de Mars, Rock Au Max à Clermont puis Cournon puis enfin à Thiers, le festival HP 905 à Saint Amand Roche Savine renommée Saint Amand Rock Ca Vibre !, le Free Wheel de Cunlhat, etc.) 
À tel point que Clermont-Ferrand est désigné comme la ville rock en 2009 avec le festival Fnac Indétendances.
"Motor City française", Clermont-Ferrand regorge ainsi de jeunes groupes . Pas moins de 400 groupes sont recensés sur Clermont et ses environs .

## Liste de groupes et artistes de rock/folk clermontois
- Ameyes : Folk Rock
- Amnesia : Hard Rock / Heavy Metal
- Anoosh : Folk
- Arcwest : Folk
- Arcadia : Rock Français / Rock Alternatif
- Artcane : Rock Progressif
- Arkose: Folk / Country Rock
- Ashram Anova : Rock Alternatif
- The Belfour : Rock
- Bad Whispers : Heavy Metal
- Baltimore : Rock
- Black Inertie : Rock
- Brank Shme Bleu : Rock
- Brain Zero : Indie Rock
- Breaking Strain : Punk Rock
- Bruxelles : Pop Rock
- Cocoon : Pop
- The Link : Rock Alternatif
- Cold : Hardcore / Punk
- Coldreams : Cold Wave
- Combora : Rock
- The Delano Orchestra  : Indie Folk
- Dess  : Punk Rock / Pop Punk
- Do Tigers Cry? : Indie/Rock
- Dr No : Electro
- Dragon Rapide : Indie Pop
- The Elderberries : Power Rock
- Eleasy  : Pop Rock
- Élégante Furie : Rock
- Folamour : Velvet
- Fou de joie : Emo midwest
- Foolish : Punk Hardcore
- Foxhole : Punk Rock
- Krysalid : Rock Alternatif
- Hell'S Strippers  : Stoner Blues
- Hill Valley : Indie Rock
- Hold Up : Pop Rock
- Impact : Rock
- Infekted  : Deathcore
- Jack Dupon : Psychédélique
- Jack Et Les Eventreurs : Rock
- Jerome Pietri : Blues
- The Jekylls : Hyde Rock Les Blattes
- John Brassett : Blues
- Julijeane : Folk Pop
- Gadget : Punk Hardcore
- Garciaphone : Folk Rock
- Honk For Mass : Grindcore
- Kafka : Experimental
- Kashmire : Rock Psyché
- Koala milk : Pop Rock
- La Position Du Tireur Couche : Pop
- Like Wires : Punk Hardcore
- Lilith : Punk Hardcore
- Looking For Medusa : Hard Rock
- The Kissinmas : Pop Rock
- Kontigent Syphilitic : Punk Rock
- Marshmallow : Pop
- Mustang : Rock Français
- Mynerves : Indie Punk / Rock Alternatif
- No More Waiting : Punk Hardcore
- Nothing in Lemon : Rock Fusion
- Norsh  : Rock / Metal Electro-Indus
- Nü  : Néo Hardcore
- Octobre/Novembre : Post-Punk
- One Burning Match : Punk Hardcore
- Paul Rosa : Indie Folk / Post-Punk
- Phosphen : Electro Rock
- The Plastic Invaders : Garage / Punk Rock
- Pretence : Indie Rock
- The Polarize : Post-Rock
- Qamelto : Rock en français
- Quidam : Rock
- Real Cool Killers  : Punk Rock
- Redcoal : Rock Blues
- Red Gordon : Groove Metal
- Redwood Factory : Indie folk
- Sadmarkyl: Metal Français
- Save The King : Indie Blues
- Secret Code : Rock Prog
- Shit For Brains : Hardcore
- Sink Deeper : Indie Rock / Post-Punk
- Sleazy Arse : Punk Hardcore
- Subway : Rock
- Suppositorz : Punk Rock
- Sweet Berries : Indie Folk Pop
- Telegraphie : Pop Rock
- Tellure : Rock
- Telperion : Metal Celtique
- Too Bad : Rock
- Uninety (U-90) : Pop Rock
- Widow'S Watch : Funk / Rock / Hard Rock
- Witchfinder : Stoner / Doom / Sludge Metal
- Wendy Darlings : Power Pop
- Windsor. : Rock Français
- Zack Laughed : Pop / Folk